# Tata Sons
Tata Sons Limited est un promoteur des principales sociétés du Groupe Tata et détient la plus grande partie de l'actionnariat de ces sociétés. Il a été établi comme une entreprise commerciale par le fondateur du groupe Jamsetji Tata en 1868. Le président de Tata Sons est traditionnellement le président du groupe Tata. Environ 66 % du capital de Tata Sons est détenu par des fiducies caritatives dotés par des membres de la famille Tata. Les deux plus grosses de ces fiducies sont le Sir Dorabji Tata Trust et le Sir Ratan Tata Trust qui ont été créés par les familles des fils de Jamsetji Tata.
Tata Sons est le propriétaire du nom et de la marque Tata.

## Localisation
L'entreprise est enregistrée et située à Mumbai, Indie.

## Conseil d'administration
En janvier 2025 :
1. N Chandrasekaran, Executive Chaiman
2. Noel Naval Tata, Director
3. Venu Srinivasan, Director
4. Vijay Singh, Director
5. Ajay Piramal, Director
6. Harish Manwani, , Director
7. Leo Puri, Director
8. Anita Marangoly George, Director
9. Dr Ralf Speth, Director
10. Saurabh Agarwal, Director

## Actionnariat
| Actionnaire                                                | Nombre de titres | Pourcentage |
| ---------------------------------------------------------- | ---------------- | ----------- |
| Shapoorji Mistry                                           | 108              | 18.5        |
| Sterling Investment Corp (Shapoorji Pallonji Group (en))   | 37120            | 18.5        |
| Cyrus Investments (Shapoorji Pallonji Group (en))          | 37120            | 18.5        |
| Ratan Tata                                                 | 3368             |             |
| Sir Dorabji Tata Trust (en)                                | 113067           |             |
| Sir Ratan Tata Trust (en)                                  | 95211            |             |
| Tata Investment Corp                                       | 326              |             |
| Sarvajanik Seva Trust                                      | 396              |             |
| RD Tata Trust                                              | 8838             |             |
| Tata Social Welfare Trust                                  | 15075            |             |
| Tata Education Trust                                       | 15075            |             |
| JRD Tata Trust                                             | 16200            |             |
| Tata Power                                                 | 6673             |             |
| Tata Tea (en)                                              | 1755             |             |
| Indian Hotels                                              | 4500             |             |
| Tata Industries                                            | 2295             |             |
| Tata Chemicals (en)                                        | 10237            |             |
| Kalimati Investment Co.                                    | 12375            |             |
| Tata International Ltd                                     | 1477             |             |
| Tata Motors                                                | 12375            |             |
| Piloo Tata                                                 | 487              |             |
| Jimmy Naval Tata                                           | 3262             |             |
| Vera Farhad Choksey                                        | 157              |             |
| Jimmy Tata                                                 | 157              |             |
| Simone Tata (en)                                           | 2011             |             |
| Noel Tata (en)                                             | 2055             |             |
| H.H. Maharawal Virendra Sinh Chauhan Raja de Chhota Udepur | 1                |             |
| MK Tata Trust                                              | 2421             |             |